# Granulina cartwrighti
Granulina cartwrighti is een slakkensoort uit de familie van de Marginellidae. De wetenschappelijke naam van de soort is voor het eerst geldig gepubliceerd in 1915 door Sowerby.